# Даруварська угода
Даруварська угода (хор: Daruvarski sporazum) — документ, підписаний 18 лютого 1993 Хорватією та місцевою владою Республіки Сербська Країна (РСК), дія якого поширювалася на Сербську автономну область Західна Славонія, також відому як Сектор Захід. Угода стала важливою складовою війни за незалежність Хорватії. Угода врегульовувала схеми водо- та електропостачання між Хорватією та окупованою сербами територією, питання повернення додому біженців, а також відкриття транспортних шляхів у Секторі Захід, що дозволило поєднати контрольовані хорватською армією території поблизу міст Нова Градишка та Новска. Вона також створила підґрунтя для подальшого поліпшення умов життя як на територіях, контрольованих Хорватією, так і на територіях, контрольованих РСК. Угода отримала назву через місце підписання — місто Дарувар.
Модератором переговорів був керівник Місії ООН з цивільних питань у Секторі Захід Джерард Фішер. Переговори щодо угоди трималися у таємниці. Коли центральна влада так званої РСК у Книні дізналася про угоду, підписанти з боку РСК були усунені з посад і заарештовані. Влада так званої РСК розглядала угоду як зраду. Фішера та інших представників ООН, які були долучені до переговорів, в ООН розкритикували за надмірну напористість в укладанні угоди. Згодом Фішер залишив цю територію.

## Передумови
У грудні 1991 Хорватія, Сербія та Югославська Народна Армія (ЮНА) узгодили план Венса, який був покликаний зупинити бойові дії у Хорватській війні за незалежність та розпочати політичне врегулювання. Окрім припинення вогню, план включав захист цивільних в окремих районах, які увійшли до складу територій під захистом ООН та миротворців ООН у Хорватії. Перемир'я вступило в силу 3 січня 1992. Невдовзі після прийняття плану Венса, Європейська економічна спільнота оголосила про намір визнати Хорватію 15 січня 1992, проте контрольовані сербами та ЮНА території були об'єднані в Республіку Сербська Країна.
Попри те, що план Венса передбачав негайне виведення особового складу та техніки ЮНА з території Хорватії, вони там залишалися ще вісім місяців. Перед тим, як врешті вийти з Хорватії, ЮНА залишила її техніку для РСК. Внаслідок організаційних проблем із встановленням перемир'я, миротворчі сили ООН зайшли тільки 8 березня. На повноцінну дислокацію у них пішло два місяці. Задачею миротворців були підтримка перемир'я, нагляд за місцевою поліцією та створення умов для повернення внутрішньо переміщених осіб та біженців. Зокрема, йшлося про понад 300 000 хорватів виселених з територій, контрольованих РСК, та 20 000 сербів, що виїхали із Західної Славонії, яка опинилась під контролем хорватської армії наприкінці 1991 року.
Частина західної Славонії розміром приблизно 90 на 45 кілометрів була виділена у Сектор Захід підзахисної ООН території. На відміну від інших подібних територій, РСК контролювала лише її частину, у тому числі ту, по якій проходила частина траси Загреб-Белград. Аби уникнути атаки хорватів на цю територію, миротворчі сили ООН були розгорнуті у цьому секторі.

## Схеми співпраці
Розподіл Сектору Захід на частини, контрольовані хорватами та сербами, призвів до того, що були зруйновані ланцюги виробництва для багатьох підприємств, у тому числі значна частина фермерів втратила доступ до переробних заводів. Крім того, контрольована сербами частина Сектору Захід страждала від нестачі пального та електрики, натомість контрольоване хорватами місто Пакрац було відрізано від водопостачання. Ситуація змусила керівника Місії ООН з цивільних питань у Секторі Захід Джерарда Фішера та командира миротворчої місії в регіоні генерала Карлоса Марію Забала схилити обидві сторони конфлікту до співпраці.
Ці зусилля призвели до розробки схем співпраці у регіоні. Так, зернові культури, що вирощувались на території, підконтрольній РСК, вивозились для обробки на територію, підконтрольну Хорватії. Також, в обмін на подачу воду у Пакрац, хорвати погодились подавати електрику на територію, контрольовану сербами. Також Фішеру вдалося домогтися часткового повернення біженців: 2500 біженців отримали змогу відновити свої будинки за рахунок уряду Австрії. Кошти у розмірі 1,3 мільйона доларів на це виділили за сприяння Мікаеля Платцера, Спеціального помічника Генерального директора офісу ООН у Відні.

### Підписання угоди

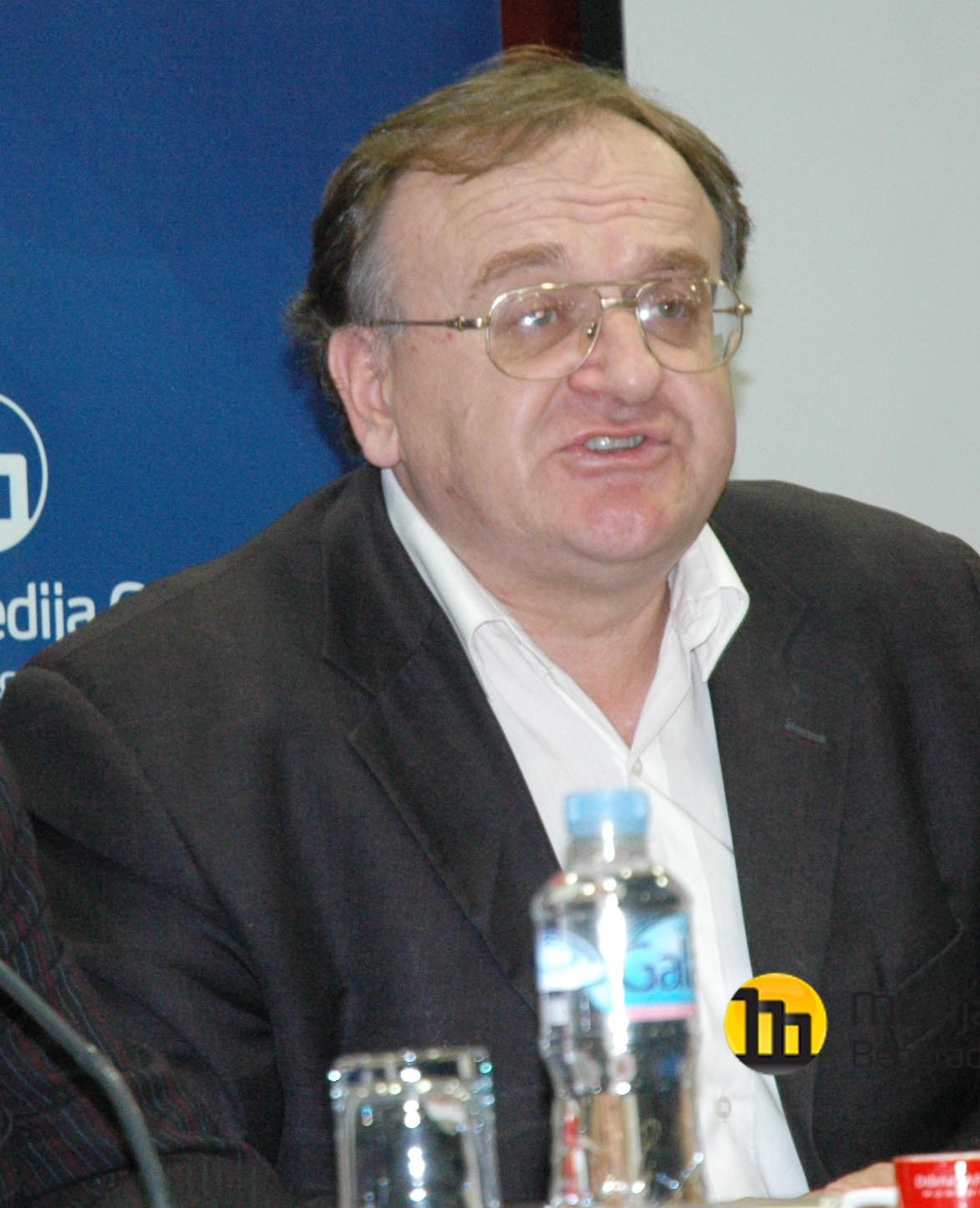
Велько Джакула (у центрі), підписант Даруварської угоди

Фішер намагався здобути ширшу підтримку ідеї співпраці у регіоні та розширити сфери цієї співпраці. Крім цього, Фішер запевнив місцеву владу РСК, що такий крок може зупинити поновлення бойових дій. Результатом зусиль Фішера стала Даруварська угода. Угода була підписана у місті Дарувар 18 лютого 1993 та передбачала відновлення мереж водо- та електропостачання, відкриття траси Загреб-Белград для некомерційних перевезень, відбудову телекомунікаційних ліній, утворення спільної комісії, задачею якою була нормалізація життя в регіоні, повернення додому біженців, доступ мешканців населених пунктів на лінії розмежування до приватної власності та подальші зустрічі з місцевими властями для обговорення подальшої співпраці.
Від імені місцевих властей РСК угоду підписали Велько Джакула, Душан Ечимович, Мілан Влайсавлєвич, Младен Кулич, Джордже Ловрич та Мілан Радакович. На той час Джакула був заступником прем'єр-міністра, а Ечимович — міністром в уряді РСК. Підписантами від імені місцевих властей Хорватії стали Златко Кос, Здравко Сокич, Іван Вольф, Владімір Делач та Желімір Малнар. Фішер підписав угоду як свідок. Відповідно до свідчень, які дав Джакула на суді над Міланом Мартичем у рамках Міжнародного трибуналу щодо колишньої Югославії, Іван Мілас був присутній на церемонії підписання угоди як представник хорватського уряду, а з ним також був заступник міністра внутрішніх справ Хорватії Йошко Морич. За словами Джакули, підписання угоди відбулося без застережень, хоча переговори, що їй передували, трималися у секреті.

## Наслідки
Центральна влада РСК у Книні дізналася про підписання угоди зі звіту 18 корпусу армії РСК від 26 лютого, тобто через 8 днів після підписання угоди. Головним противником угоди став Мілан Мартич, міністр внутрішніх справ РСК. Правління владної Сербської демократичної партії звинуватило Джакулу у здачі територій РСК Хорватії. Керівництво РСК назвало Даруварську угоду рівнозначною фактичному визнанню економічної неспроможності РСК та актом зради. Районна рада контрольованої РСК західної Славонії засудила угоду, оскільки вона була написана тільки хорватською мовою, а в самому тексті угоди не було згадане існування РСК чи її адміністративний поділ.
Джакула та Ечимович були усунені зі своїх посад в уряді, а також в органах місцевого самоврядування у західній Славонії. Інші троє підписантів від РСК також були звільнені. На місцевих виборах у травні 1993 Джакулу було обрано на посаду мера муніципалітету Пакрац. 21 вересня Джакула та Ечимович були заарештовані та запроторені у в'язницю Книна, а пізніше — до Ґліни на час розслідування. 3 грудня їх звільнили, але дізнались, що їхній арешт та арешт Кулича готується знову. Щоб запобігти цьому, вони втекли з РСК до Сербії. 4 лютого 1994 Джакулу викрали у Белграді та повернули назад у РСК.
Реакція РСК на угоду поклала кінець намаганням Фішера. Більше того, Фішер, Забала та Платцер були розкритиковані в ООН за свою надмірну напористість у цьому питанні. У березні Фішер та Забала (якого замінив йорданський генерал Шабшаф) залишили Хорватію. Траса Загреб-Белград була відкрита знову у грудні 1994 за домовленістю між урядами Хорватії та РСК. Втім, серія зіткнень наприкінці квітня 1995 змусила армію Хорватії силою звільнити частину Сектору Захід, контрольовану сербами, у травні. Звільнення відбулося в рамках операції «Блискавка», яка стала «прологом» до масштабнішої операції «Буря».
У 2017 році Дмитро Вовнянко наводив Даруварську угоду як приклад торгівлі із окупованою територією у суперечці з прихильниками блокади ОРДЛО.